# Баматюртовский говор
Баматюртовский говор (чечен. Бамтюьртхойн лер) — говор аккинского диалекта чеченского языка распространён в селениях Бамматюрт, Бамматбекюрт, Османюрт, Симсир Хасавюртовского района и частично в Хасавюрте. Бамматюртовский говор представляет собой своеобразный смесь особенностей гачалкойского, пхарчхойского говоров и чеченского литературного языка, также имеет и некоторые свои отличия от других говоров.
В бамматюртовском говоре, как и в аккинском диалекте чеченского языка и ингушском литературном языке, в форме прошедшего совершенного времени глагола сохранен классный экспонент в входящий вспомогательного глагола д-а «есть, суть» для отличения ее от формы прошедшего только что времени и деепричастия прошедшего времени.